# Laguna Chilota
Die Laguna Chilota (spanisch) ist eine Lagune im äußersten Südwesten des Port Foster von Deception Island im Archipel der Südlichen Shetlandinseln.
Wissenschaftler der 1. Chilenischen Antarktisexpedition (1946–1947) kartierten sie am 22. Januar 1947. Sie benannten sie nach einer ortsüblichen Bezeichnung für Bewohner der chilenischen Insel Chiloé.